# 12a-hidroksisteroid dehidrogenaza
12a-hidroksisteroid dehidrogenaza (EC 1.1.1.176, 12alfa-hidroksi steroidna dehidrogenaza, +-zavisna 12alfa-hidroksisteroidna dehidrogenaza, +-12alfa-hidroksisteroidna dehidrogenaza) je enzim sa sistematskim imenom 12alfa-hidroksisteroid:NADP+ 12-oksidoreduktaza. Ovaj enzim katalizuje sledeću hemijsku reakciju
holat + NADP+ {\displaystyle \rightleftharpoons } 3alfa,7alfa-dihidroksi-12-okso-5beta-holan-24-oat + NADPH + H+
12a-Hidroksisteroidna dehidrogenaza katalizuje oksidaciju 12alfa-hidroksi grupe žučne kiseline, u slobodnoj i konjugovanoj formi. Ona takođe deluje on žučne alkohole.

## Literatura
- Nicholas C. Price; Lewis Stevens (1999). Fundamentals of Enzymology: The Cell and Molecular Biology of Catalytic Proteins (Third изд.). USA: Oxford University Press. ISBN 019850229X.
- Eric J. Toone (2006). Advances in Enzymology and Related Areas of Molecular Biology, Protein Evolution (Volume 75 изд.). Wiley-Interscience. ISBN 0471205036.
- Branden C; Tooze J. Introduction to Protein Structure. New York, NY: Garland Publishing. ISBN 0-8153-2305-0.
- Irwin H. Segel. Enzyme Kinetics: Behavior and Analysis of Rapid Equilibrium and Steady-State Enzyme Systems (Book 44 изд.). Wiley Classics Library. ISBN 0471303097.

## Spoljašnje veze
- 12alpha-hydroxysteroid+dehydrogenase на 